# Region Südost (Little League Baseball World Series)
Die Region Südost ist eine von zehn Regionen in den Vereinigten Staaten, welche Teilnehmer an die Little League Baseball World Series, das größte Baseball-Turnier für Jugendliche, entsendet. Die Region Südost nimmt schon seit 1957 an diesem Turnier teil, damals noch unter der Bezeichnung Region Süd. Als sich 2001 das Teilnehmerfeld verdoppelt hatte, wurde die Region Süd in die Regionen Südwest und Südost aufgeteilt.

## Teilnehmende Staaten

Teilnehmer der Region Südost

Folgende acht Bundesstaaten sind in dieser Region organisiert:
- Alabama
- Florida
- Georgia
- North Carolina
- South Carolina
- Tennessee
- Virginia
- West Virginia

## Regionale Meisterschaften
Die jeweiligen Gewinnermannschaften der regionalen Meisterschaften sind in grün markiert.
| Jahr | Alabama                                       | Florida                                       | Georgia                                       | North Carolina                                | South Carolina                                   | Tennessee                                     | Virginia                                  | West Virginia                           |
| ---- | --------------------------------------------- | --------------------------------------------- | --------------------------------------------- | --------------------------------------------- | ------------------------------------------------ | --------------------------------------------- | ----------------------------------------- | --------------------------------------- |
| 2001 | nahm ab 2002 teil                             | Apopka National LL Apopka                     | Sandy Springs American LL Sandy Springs       | Matthews National LL Matthews                 | Northwood National LL Greenville                 | nahm ab 2002 teil                             | Vienna American LL Vienna                 | Fairmont American LL Fairmont           |
| 2002 | Phenix City National LL Phenix City           | Braden River LL Bradenton                     | Columbus American LL Columbus                 | Southwest Forsyth LL Clemmons                 | Hillbrook LL Spartanburg                         | Morristown LL Morristown                      | Mechanicsville American LL Bridgewater    | Charlestown Ranson LL Charlestown       |
| 2003 | Russellville LL Russellville                  | East Boynton Beach LL Boynton Beach           | Buckhead LL Atlanta                           | Wilmington LL Wilmington                      | Gaffney American LL Gaffney                      | Johnson City National LL Johnson City         | West Springfield American LL Springfield  | Hedgesville LL Hedgesville              |
| 2004 | Westside LL Mobile                            | Cocoa LL Cocoa                                | Columbus Northern LL Columbus                 | Morganton LL Morganton                        | TCFM Yellow Jackets LL Fort Mill                 | Donelson National LL Nashville                | Tuckahoe LL Richmond                      | Ripley LL Ripley                        |
| 2005 | Phenix City National LL Phenix City           | Maitland LL Maitland                          | Buckhead LL Atlanta                           | Southwest Forsyth LL Clemmons                 | Northwood American LL Greenville                 | Columbia American LL Columbia                 | West Springfield American LL Springfield  | Barboursville LL Barboursville          |
| 2006 | Cottage Hill LL Mobile                        | Greater Dunedin LL Dunedin                    | Columbus Northern LL Columbus                 | Tar Heel LL Greenville                        | TCFM Yellow Jackets LL Fort Mill                 | Columbia American LL Columbia                 | Tuckahoe LL Richmond                      | Bridgeport LL Inwood                    |
| 2007 | Westside LL Mobile                            | North Palm Beach LL North Palm Beach          | Warner Robins American LL Warner Robins       | North Durham LL Durham                        | Wren LL Piedmont                                 | Tullahoma National LL Tullahoma               | SYA East LL Centreville                   | South Berkeley LL Inwood                |
| 2008 | Westside LL Mobile                            | Citrus Park LL Tampa                          | Warner Robins American LL Warner Robins       | Wilmington LL Wilmington                      | TCFM Yellow Jackets LL Fort Mill                 | Tullahoma National LL Tullahoma               | Tuckahoe American LL Richmond             | Hurricane LL Hurricane                  |
| 2009 | Jackson LL Jackson                            | Rockledge LL Rockledge                        | Warner Robins American LL Warner Robins       | Coulwood Oakdale LL Charlotte                 | Greenwood/Abbeville LL Greenwood                 | Tullahoma National LL Tullahoma               | Chantilly American LL Chantilly           | Hurricane LL Hurricane                  |
| 2010 | Huntsville Eastern LL Huntsville              | Viera/Suntree LL Melbourne                    | Columbus Northern LL Columbus                 | Winston-Salem National LL Winston-Salem       | Carolina Forest Community Center LL Myrtle Beach | Spring Hill LL Spring Hill                    | S Y A East LL Centreville                 | Ripley LL Ripley                        |
| 2011 | Mobile Westside LL Huntsville                 | New Tampa LL Tampa                            | Warner Robins American LL Warner Robins       | Tar Heel LL Greenville                        | Irmo LL Irmo                                     | Goodlettsville LL Goodlettsville              | Reston National LL Reston                 | Fairmont LL Fairmont                    |
| 2012 | Auburn Beehive LL Auburn                      | Plant City LL Plant City                      | Warner Robins American West LL Warner Robins  | Tar Heel LL Greenville                        | Irmo LL Irmo                                     | Goodlettsville Baseball LL Goodlettsville     | Great Falls LL Great Falls                | Shinnston LL Shinnston                  |
| 2013 | Jackson LL Jackson                            | Martin County North LL Palm City              | Columbus Northern LL Columbus                 | Myers Park/Trinity LL Charlotte               | Northwood LL Taylors                             | South Nashville LL Nashville                  | Tuckahoe American LL Richmond             | Barboursville LL Barboursville          |
| 2014 | Jackson LL Jackson                            | South Brandon LL Brandon                      | Columbus Northern LL Columbus                 | Southwest Forsyth LL Clemmons                 | Northwood LL Taylors                             | South Nashville LL Nashville                  | Tuckahoe American LL Henrico              | Bridgeport LL Bridgeport                |
| 2015 | Phenix City American LL Phenix City           | Keystone LL Tampa                             | Peachtree City American LL Peachtree City     | Wilson City LL Wilson                         | Northwood LL Taylors                             | South Nashville American LL Nashville         | Mechanicsville National LL Mechanicsville | Bridgeport LL Bridgeport                |
| 2016 | Huntsville American LL Huntsville             | Palm Beach County LL North Palm Beach         | Peachtree City American LL Peachtree City     | Bull City LL Durham                           | Irmo LL Irmo                                     | Goodlettsville Baseball LL Goodlettsville     | Tuckahoe American LL Henrico              | Bridgeport LL Bridgeport                |
| 2017 | Ladonia Youth Sports LL Phenix City           | West Boyton Beach LL Boynton Beach            | Peachtree City American LL Peachtree City     | North State LL Greenville                     | Greenville LL Greenville                         | Goodlettsville Baseball LL Goodlettsville     | Fort Hunt LL Fort Hunt                    | Logan Civic LL Logan                    |
| 2018 | McCalla LL Bessemer                           | Lehigh Acres LL Lehigh Acres                  | Peachtree City American LL Peachtree City     | North State LL Greenville                     | Northwood LL Taylors                             | South Nashville South LL Nashville            | Loudoun South American LL South Riding    | Barboursville LL Barboursville          |
| 2019 | Huntsville American LL Huntsville             | Viera/Suntree LL Melbourne                    | Peachtree City National LL Peachtree City     | Wilson City LL Wilson                         | Northwood LL Taylors                             | Goodlettsville Baseball LL Goodlettsville     | Loudoun South American LL South Riding    | Hurricane LL Hurricane                  |
| 2020 | Nicht ausgetragen wegen der COVID-19-Pandemie | Nicht ausgetragen wegen der COVID-19-Pandemie | Nicht ausgetragen wegen der COVID-19-Pandemie | Nicht ausgetragen wegen der COVID-19-Pandemie | Nicht ausgetragen wegen der COVID-19-Pandemie    | Nicht ausgetragen wegen der COVID-19-Pandemie |                                           |                                         |
| 2021 | Sylacauga LL Sylacauga                        | Martin County North LL Palm City              | Columbus Northern LL Midland                  | Greenville LL Greenville                      | Northwood LL Taylors                             | Nolensville LL Nolensville                    | Warwick LL Newport News                   | Jefferson County LL Shenandoah Junction |

## Resultate an den Little League World Series

### Nach Jahr
| Jahr | Mannschaft                                    | Stadt                                         | Klassierung                                   | W-L                                           |
| ---- | --------------------------------------------- | --------------------------------------------- | --------------------------------------------- | --------------------------------------------- |
| 2001 | National LL                                   | Apopka                                        | 2. Platz                                      | 4–2                                           |
| 2002 | Southwest Forsyth LL                          | Clemmons                                      | Gruppenphase                                  | 0–3                                           |
| 2003 | East Boynton Beach LL                         | Boynton Beach                                 | 2. Platz                                      | 4–2                                           |
| 2004 | Morganton LL                                  | Morganton                                     | US Halbfinale                                 | 2–2                                           |
| 2005 | Maitland LL                                   | Maitland                                      | US Halbfinale                                 | 2–2                                           |
| 2006 | Northern LL                                   | Columbus                                      | Weltmeister                                   | 5–1                                           |
| 2007 | Warner Robins American LL                     | Warner Robins                                 | Weltmeister                                   | 5–1                                           |
| 2008 | Citrus Park LL                                | Tampa                                         | US Halbfinale                                 | 2–2                                           |
| 2009 | Warner Robins American LL                     | Warner Robins                                 | US Halbfinale                                 | 2–2                                           |
| 2010 | Columbus Northern LL                          | Columbus                                      | Gruppenphase                                  | 2–2                                           |
| 2011 | Warner Robins American LL                     | Warner Robins                                 | Runde 3                                       | 2–2                                           |
| 2012 | Goodlettsville Baseball LL                    | Goodlettsville                                | 2. Platz                                      | 4–1                                           |
| 2013 | South Nashville LL                            | Nashville                                     | Runde 3                                       | 2–2                                           |
| 2014 | South Nashville LL                            | Nashville                                     | Runde 1                                       | 1–2                                           |
| 2015 | Northwood LL                                  | Taylors                                       | Runde 1                                       | 1–2                                           |
| 2016 | Goodlettsville Baseball LL                    | Tennessee                                     | 4. Platz                                      | 4–3                                           |
| 2017 | North State LL                                | Greenville                                    | 4. Platz                                      | 3-2                                           |
| 2018 | Peachtree City American LL                    | Peachtree City                                | 4. Platz                                      | 4-3                                           |
| 2019 | Loudoun South American LL                     | South Riding                                  | US-Semifinal                                  | 2-2                                           |
| 2020 | Nicht ausgetragen wegen der COVID-19-Pandemie | Nicht ausgetragen wegen der COVID-19-Pandemie | Nicht ausgetragen wegen der COVID-19-Pandemie | Nicht ausgetragen wegen der COVID-19-Pandemie |
| 2021 | Nolensville LL                                | Nolensville                                   | Runde 1                                       | 0-2                                           |
| 2021 | Martin County North LL                        | Palm City                                     | Runde 1                                       | 0-2                                           |

*Wegen der COVID-19-Pandemie lud Little League International keine internationalen Mannschaften zum LLWS 2021 ein. Anstelle dessen wurden die zwei obersten US-Mannschaften jeder Region qualifiziert.

 Stand nach den Little League World Series 2021

### Nach Staat
| Staat          | Südost Meisterschaften | W-L an den LLWS | %    |
| -------------- | ---------------------- | --------------- | ---- |
| Georgia        | 6                      | 21-10           | .677 |
| Tennessee      | 5                      | 11–10           | .524 |
| Florida        | 4                      | 12–10           | .545 |
| North Carolina | 3                      | 5-7             | .417 |
| Virginia       | 1                      | 2–2             | .500 |
| South Carolina | 1                      | 1–2             | .333 |
| Alabama        | 0                      | 0–0             | –    |
| West Virginia  | 0                      | 0–0             | –    |
| Total          | 20                     | 52-41           | .559 |

 Stand nach den Little League World Series 2021